# Lindsaea hemiglossa
Lindsaea hemiglossa är en ormbunkeart som beskrevs av Kramer. Lindsaea hemiglossa ingår i släktet Lindsaea och familjen Lindsaeaceae. Inga underarter finns listade.